# تيتو سينا
تيتو سينا هو منافس ألعاب قوى برازيلي، ولد في 6 فبراير 1967.